# Infernal (album van Edge of Sanity)
Infernal, uitgegeven in 1997, is het zesde studioalbum van de Zweedse deathmetalband Edge of Sanity.
Infernal is het laatste album met oprichter Dan Swanö, hoewel hij later bij band terugkeerde voor het album Crimson II.

## Bezetting
Edge of Sanity
- Dan Swanö − zang, gitaar, bas, piano
- Andreas Axelsson − gitaar, zang
- Sami Nerberg − gitaar
- Anders Lindberg − bas
- Benny Larsson − drums

Andere muzikanten
- Peter Tägtgren − gitaar
- Anders Mareby − cello

## Tracks
1. Hell Is Where the Heart Is - 05:26
2. Helter Skelter - 02:27
3. 15:36 - 04:54
4. The Bleakness of It All - 03:31
5. Damned (By the Damned) - 05:31
6. Forever Together Forever - 04:27
7. Losing Myself - 03:37
8. Hollow - 04:26
9. Inferno - 03:28
10. Burn the Sun - 06:30
11. The Last Song	 - 05:32